# Reah: Zmierz się z nieznanym
Reah: Zmierz się z nieznanym, wcześniej Resocjalizacja (ang. Reah: Face the Unknown) – gra przygodowo-logiczna na komputery osobiste, autorstwa polskiej firmy LK Avalon. Z założenia miała być grą eksportową, z tego też względu elementy gry nie nawiązywały do popkultury i realiów polskich. 
Bohaterem gry jest dziennikarz, który został uwięziony na planecie Reah, gdzie nie działa nowoczesna technologia. Warstwa graficzna łączyła prerenderowane tła z żywymi aktorami z miejscowych teatrów. Mimo wykwalifikowania aktorów, 25 minut materiału wideo nie prezentuje wysokiej jakości aktorstwa, które jest przesadzone i wymuszone.
Gra, opracowana przez zespół, którego trzon stanowiło 6 osób, powstawała pół roku i zamknęła się budżetem 100 tysięcy USD. Została wydana w wersji na dwustronnej płycie DVD lub na sześciu płytach kompaktowych.
Zagraniczne media oceniły grę raczej chłodno: IGN przyznało ocenę 5/10, a GameSpot – 4,9/10. Polski Secret Service dał produkcji ocenę 6/10, krytykując – oprócz gry aktorskiej – nierówny poziom trudności zagadek w grze. Secret Service szacował sprzedaż gry na kilkaset tysięcy egzemplarzy.